# 連勝文槍擊案
連勝文槍擊案，又稱1126槍擊事件，是2010年11月26日，發生於台灣臺北縣永和市的一起槍擊事件。2010年五都選舉前一天晚上，時任台北縣議會副議長陳鴻源舉辦造勢晚會，永和當地的幫派份子林正偉（綽號「馬面」）聲稱因土地糾紛原鎖定對象為陳鴻源，最後卻認錯人誤傷連勝文。該事件造成中國國民黨中央委員連勝文受傷，以及周遭無辜平民黃運聖遭受波及彈擊不治身亡。此槍擊案對2010五都選舉結果造成影響。

## 事件經過

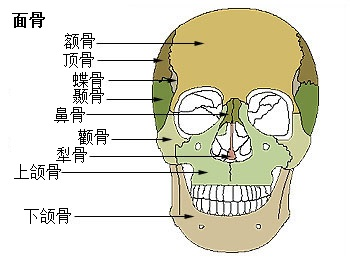
面部骨骼示意圖：上頜骨 (Maxilla)、上頜竇 (Maxillary Sinuses)、鼻腔 (Nasal Cavity)、鼻中隔 (Nasal Septum)、顴骨 (Zygomatic bone)正面位置圖

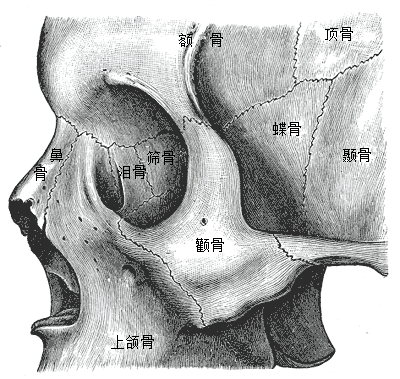
面部骨骼：上頜骨、上頜竇(在上頜骨內部)、鼻腔、鼻中隔、顴骨側面位置圖

2010年11月26日晚間，五都選舉投票日的前一天，國民黨中央委員連勝文前往台北縣永和市（今 新北市永和區）永和國小，為國民黨新北市第六選區議員候選人、時任台北縣議會副議長陳鴻源的造勢晚會站台助選。
約下午8時17分許，連勝文、陳鴻源等人在晚會舞台準備演講活動時，男子林正偉突然爬上舞台，接著抱著連勝文的脖子，拿出預藏好的手槍朝連勝文的頭部開槍，連勝文的臉隨即鮮血滿面，中槍後林正偉再度開第二槍時子彈卡彈，手槍無法擊發。隨後竹聯幫大老前竹聯幫愛堂堂主劉振南從歹徒後方抱住林正偉奪下手槍，而射出的流彈也擊中現場一名乘坐輪椅的男性身障者黃運聖的頭部。林正偉被台上人員以及劉振南制伏後，交由警方逮捕和偵訊。
連勝文被送往鄰近的永和耕莘醫院，再轉送臺大醫院，連戰在探視連勝文後，連勝文隨即進行緊急手術。
黃運聖也同樣被緊急送往耕莘醫院永和分院急救，但經過搶救後仍宣告不治。

## 連勝文醫療過程
- 晚間8點49分經永和耕莘醫院以119救護車轉送至台大醫院急診部，到院時意識清楚，生命徵象穩定。
- 9點，台大醫院院長陳明豐指派創傷部主任柯文哲召集醫療小組。[18]
- 9點53分進入開刀房手術，由整形外科主任湯月碧、整外醫師戴浩志、耳鼻科醫師陳嘉銘、心臟血管外科醫師周迺寬和吳毅暉、外科住院醫師林之昀等人執刀。[18][19]
- 10點，台大醫院於發出新聞稿[20]。說明經電腦斷層檢查，傷處主要位於顏面顱骨部分。
- 清晨1點30分出開刀房，轉進加護病房觀察。
- 清晨1點30分台大醫院發出另一新聞稿[21]。說明連勝文受傷的細節，「臉部傷口是由左上頷竇前下方進入，經由兩側鼻腔及鼻中膈、右上頷竇、於顴骨後上方附近穿出，亦造成顴骨部分骨折，臉部左右兩處傷口均有因熱度及碎片造成的損傷」。

## 刑事調查
2010年11月26日：
- 警方在現場當場逮捕兇嫌林正偉，在林身上查獲1把90制式手槍[註 1]，48發子彈[5]。
- 約9時，林正偉被逮送至北縣永和分局偵查隊[22]。初步清查，48歲的林正偉為永和地方角頭，綽號「馬面」。
- 11時許，林正偉應訊時要求陳鴻源的總幹事杜義凱到場才接受訊問[22]。林正偉聲稱，曾多次到陳鴻源競選總部找陳鴻源、陳明雄父子，但助選人員告知不在，他隨即離去，杜義凱都知情[23]，堅持找杜到場幫他另找律師[24]。

11月27日：
- 凌晨1時許，杜義凱趕抵永和警分局，以友人身分陪同馬面，還氣急敗壞地質問林正偉：「為什麼要開槍打連勝文？」 [22]
- 凌晨2時許，法律扶助基金會派來的律師陳振瑋抵達後，林正偉接受警方偵訊。警官問他：「你知道開槍打到誰嗎？」林當時兩眼呆滯沒任何反應，警官說：「你開槍打到連勝文！」林聽聞十分詫異。[24]
- 板橋地檢署檢察長蔡碧玉，凌晨證實，林正偉有恐嚇、賭博、麻藥等前科，警方在現場查獲1把制式90手槍、48發子彈、以及1發空彈殼。
- 清晨5時許，板橋地檢署檢察官離開偵訊室。林正偉從偵訊室被戒護到偵查隊部，遭媒體包圍。他邊走邊問：「他有沒有好一點？連勝文有沒有怎麼樣？」媒體問，你要對連勝文說抱歉嗎？林說「是的」。媒體問，「你針對陳鴻源，還是針對連勝文？」林說，「啊，陳鴻源，我要打陳鴻源。」記者問，「為什麼要道歉？為什麼對不起他（連勝文）？」林說，「因為我看錯人了。」[25]
- 上午約7時，板橋地檢署聲押林正偉獲准，法院傳訊杜義凱當證人。[22]。
- 上午10時左右，警方將林正偉移送板橋地檢署複訊[26]。
- 晚上法官開庭，林正偉仍供稱是誤擊連勝文。法官當庭要求林正偉模擬如何槍擊連勝文，林站起來模擬，林先用手壓住連勝文頸肩部，連一時沒有反應過來而低頭，接著林持槍瞄準連的左太陽穴扣下板機，連因為立刻抬頭，子彈才射入臉頰，而非太陽穴。林正偉供稱，與陳鴻源的父親前國代陳明雄十幾年前因新店市「綠野香坡」社區開發案有財務糾紛、與陳鴻源的北市某都更案有糾紛。但檢警認為可能性不高，檢警懷疑幕後藏鏡人在逃，法官因而裁定林羈押禁見。 [27]林正偉供稱一個月前就取得手槍，還曾到河堤外試槍。而杜義凱聽到林供稱犯案動機是土地糾紛時，沒有任何驚訝反應[22]。
- 連勝文認為兇手並非認錯人。連勝文助理丁遠超表示，連勝文記得事情發生當下，兇手口喊「連勝文」並辱罵三字經。而案發當天，警方訊問台上人員，大家皆表示音樂很大聲，沒聽到任何對話[24]。連家認為應該是針對連勝文，而非針對其他人而誤擊連勝文，而且不是只有一個凶手、而是背後有組織策劃[28]。之後藍營人士改稱，丁遠超可能誤會連勝文的轉述。
- 檢警調查，杜義凱（65歲）是國民黨永和民眾服務社理事長，他與陳明雄、陳鴻源父子關係密切，曾以原名「杜義復」當選三屆永和市民代表，1990年出任永和市民代表會主席，去年曾表態角逐永和市市長，並獲陳家支持，後因北縣升格未舉辦選舉而作罷。2009年3月，杜義凱為角逐永和市長黨內初選時，陳鴻源曾力邀時任國民黨中常委的連勝文替杜站台，連勝文致辭時盛讚杜義凱是國民黨忠貞黨員，長期在基層熱心服務，且是輔選幕後大功臣，呼籲鄉親支持杜。 [22]

11月28日：
檢方傳喚連勝文特別助理徐弘庭、在場的陳鴻源劉姓友人，三名員警及兩名工讀生等槍擊案目擊證人，偵訊期間，徐等部分證人都證實林正偉開槍前罵「連勝文，幹你娘」。 由於證人的説法與連勝文相同，檢警因此排除誤擊的可能性。。
11月30日：
杜義凱打電話向警方呈報宣稱：「要去繳奶粉錢。」並到中國大陸做生意，當時檢警還猜測杜是否在中國大陸包二奶；因未有證據顯示杜是共犯，杜仍為證人身分，因此未對他境管。
12月1日：

杜義凱原定12月1日下午搭機，提前在至桃園機場臨櫃買機票，上午10時許搭機至中國大陸。檢警把都更案糾紛列為主要偵查方向，地方人士懷疑，應與陳家主導的新店綠野香坡、北市古亭市場都更案有關。 
林正偉的律師12月1日轉述，林否認喊「連勝文」，且不認識連勝文，但承認罵粗話。律師說，林正偉不滿被檢方誣指拒絕測謊。檢方解釋，林正偉11月28日在刑事局測謊，但迴避回答部分問題，形式上完成測謊，實質上無法判斷有無說謊，將擇期再測謊。林正偉在接受檢方二度測謊時仍供稱，自己是「誤傷」連勝文。
檢警12月1日調閱林正偉通聯紀錄，發現林行兇前十分鐘，用手機打了三通電話給陳鴻源競選總幹事杜義凱，杜未接電話，林即打電話給杜的司機，詢問杜義凱在哪裡？司機告訴他杜在現場，林又打一通電話給杜，但杜還是沒接電話。林、杜近兩個月更雙向聯繫頻繁 ，關係密切。警方也發現林先砸毀立委林德福座車，再上台行兇，由於台上來賓位置曾異動，從連勝文遭槍擊時位置推斷，也不排除槍擊目標是林德福。 
檢警的情資顯示，杜義凱曾居中協調林正偉與陳鴻源家的土地糾紛案發後，杜義凱曾向媒體說，當晚他看見許久不見的林正偉到場，林閃避他的詢問，讓他直覺有異，通知在場負責安全的劉振南留意林，不料還是發生槍擊案；對於外界質疑他和林正偉的關係，杜當時僅淡淡說：「不熟啦！」他透過友人稱不知林為何打電話找他。 
陳鴻源12月1日表示，不知道林正偉行兇前曾打電話給杜義凱，「不清楚他(杜義凱)交友關係。」「我也想知道真相為何，希望檢警能盡快查明。」他否認槍擊案與都更案遭恐嚇有關。 
12月2日：

杜義凱中午緊急回台澄清他與馬面的關係，坦承認識馬面：「認識很久 ，可是我一直都沒有跟他往來 。半年來都沒有跟馬面通過電話也沒有見過面」， 杜義凱說：「我跟他沒有交情，當天是警察拜託我，我才去。」記者問：「之前幫馬面排解土地糾紛是？」杜：「那不是，那是另外一個代表，那幾年前了。」記者：「大概多久之前？」杜義凱：「1、2年了吧。」記者：「跟馬面交情多久？」杜：「跟他沒什麼交情。」
檢警掌握的情資，陳鴻源競選總部事前似乎就擔心馬面會到場鬧事，緊急聯絡前竹聯幫愛堂堂主劉振南帶人盯場，會救了連勝文絕非巧合。12月2日檢方二次偵訊杜義凱，雖然杜的說辭和在機場受訪一致，卻和馬面林正偉有所出入。根據檢警的情資顯示，林正偉過去拜託杜處理土地糾紛，此後林嫌就跟在杜身邊，兩人多次一同出席活動。
12月7日  ：二度測謊的結果出爐，檢方認為，林正偉可能真的是誤殺連勝文，因為，他的目標本來是陳鴻源，但陳鴻源在造勢舞台上，突然和連勝文換位子，所以，他才會開錯槍。
因為被槍擊的連勝文身分特殊，藍綠雙方互相指控是政治陰謀，警方初判的「誤殺」理由，也完全無法說服兩黨支持者，為找出更多誤擊的證據，檢警連續48天特地召開專案會議、調閱沿路509支監視器，也調取了262人、共88萬7267筆通聯紀錄，證明此案完全沒有政治意圖，而最關鍵的科學證據，就在馬面的「視茫茫」。因為馬面左右眼各有175度、200度的散光，右眼也有輕微近視，為了證明他真的是誤擊，警方特別去眼鏡行配了相同度數的眼鏡，透過模糊的視力去看事發當天舞台上的照片，模擬測試的數名員警都說：「看起來站在一起的陳鴻源和連勝文兩人都是肥肥大大的臉，還真的分不出誰是誰！」

### 調查結果
- 2011年1月21日， 檢方認為馬面鎖定對象本為陳鴻源，但因連勝文上台後與陳互換位置，加上馬面眼睛有散光問題，才讓他誤擊。林正偉是因為不滿10多年前，替新北市議員陳鴻源的父親陳明雄，處理土地投資糾紛，沒有拿到200萬元佣金，才會槍殺陳明雄的兒子陳鴻源報復，最後卻認錯人誤殺連勝文。馬面背後並沒有共犯或幕後藏鏡人，也沒有政治動機，都是他一人所為，全案就是「一槍、一彈、一死、一傷」，全是馬面一人所為，最後依殺人、殺人未遂等罪嫌起訴，求處死刑。[36][37][35]。
- 2012年5月11日，板橋地方法院一審結案，認定林是誤擊連勝文，以殺人未遂、過失致死等罪判林24年徒刑，判賠黃運聖家屬315萬餘元，全案可上訴。[38][39]
- 2012年10月24日，高等法院二審宣判，二審認定，馬面不顧造勢晚會現場人潮眾多，殃及無辜，且企圖開第2槍，屬故意殺人，判處無期徒刑。全案可上訴。 [40][38]
- 2013年1月24日，林正偉最高法院三審宣判，依殺人等罪，判處無期徒刑，全案定讞。[41]

## 對選舉的影響
媒體普遍認為連勝文槍擊案對國民黨的選情產生正面的影響。 民調指出郝龍斌多贏五萬多票。
國民黨內評估，激發中北部三都藍營支持者最後出來投票，至少影響4～5％的投票率連勝文槍擊案對藍軍選情的影響，國民黨主席吳伯雄說的，「說沒有不是事實，一定有」；行政院長吳敦義說的，「相信令許多人感動而出來投票」。郝營認為有影響，郝龍斌說「發揮最後凝聚力量」。郝營選前評估只有贏五萬票，最後大贏十七萬票，多少與連勝文槍擊案產生的催票效果有關；郝營舉一個例子，很多支持者投票前熬夜看電視，關注連勝文新聞，結果投票日晚睡，直到中午才出門投票，下午投票率上升，顯見連勝文槍擊案對藍軍選民的影響。
民進黨評估，如果不是槍擊案影響，五都當選席次至少會多一席，槍擊案造成選情逆轉，對大台中市影響最大。民進黨的臺北市、新北市、臺中市候選人於12月31日的最後期限提出「選舉無效」訴訟，認為1126槍擊案影響選舉結果重大，希望藉由訴訟早日找出槍擊案真相。

## 各方反應

### 國民黨與泛藍陣營
- 兼任國民黨主席的馬英九總統表示不應該操弄選舉，但連戰、盧秀燕、郭素春、吳育昇等國民黨人士表示「用選票制裁暴力」及「不要讓連勝文血白流」，其中尤以邱毅的言論為最，其直接在政論節目上公開說民進黨主席蔡英文不應該放任支持者做出這樣的事情。[46]
- 東森、中視、中天等電視台因重複播放「用選票制裁暴力」等言論，被認為是違反選罷法及製造民進黨涉案等不實指控，NCC因此以違反選罷法移送中選會處理[47]。

### 泛綠陣營
- 選後有綠營人士要求公佈更多真相。
- 許多綠營人士不滿泛藍藉此煽動獲取選票、也不滿泛藍選前的指控好像泛綠涉案一樣。並考慮採取法律行動反擊抹黑。[48][49]
- 民進黨大致認為就算是陰謀論，連勝文及連家還是不知情的受害者。
- 林濁水表示，泛藍在兩次槍擊案的操弄非常惡劣，而民進黨在這方面的態度、及陳水扁的表現一直比藍營好很多。[50][50]

### 民間輿論
- 部分媒體提到，連勝文送到台大醫院後，「醫師進行清創手術時，挖出兩百多骨頭碎片」，醫療團隊的一名醫師表示，全是誤傳。這名醫師表示，子彈瞬間穿進皮膚，皮表附近有許多火藥和金屬碎屑，不是骨頭碎片。至於顴骨有部分骨折，因未傷及顴骨支撐點，臉部不會變形，傷勢就像遭拳擊重擊，應不會留下明顯疤痕。[51]
- 有賭客認為，兇嫌的目的是試圖影響選情，以連勝文的背景，這一槍必定震驚全國，對藍營能發揮催票作用，且地下賭盤簽賭資金高達數十億，有心人士「花小錢」買兇贏大錢，是合理的推論。因此有組頭買兇殺人改變結果的說法也是公開的臆測。 [52][53]
- 中國大陸民運人士王丹在Twitter指出「現在有人喊出「用選票譴責暴力」(指當時國民黨的選舉場合以及立場偏泛藍的政論節目)。這個邏輯我不懂。除非你能證明，槍擊事件是某一方主使的，才談得上用選票制裁那一方。否則這不是在消費槍擊事件嗎？」[54]
- BBC報導這起事件可能對選情造成影響，台灣在2004總統選舉時也發生過槍擊事件，當時被槍擊的是前總統陳水扁。同時也指出包括連勝文在內的國民黨人士多年來一直指控，當年的槍擊事件是民進黨為影響選情而自導自演。[55]

## 後續

### 2010年五都選舉
- 2010年11月27日，事件當事人陳鴻源順利當選第一屆新北市議員。2010年12月25日，陳鴻源當選第一屆新北市議會副議長。
- 2010年12月31日，民進黨候選人臺北市的蘇貞昌、新北市的蔡英文、臺中市的蘇嘉全於12月31日的最後期限提出「選舉無效」訴訟，認為1126槍擊案影響選舉結果重大，希望藉由訴訟早日找出槍擊案真相[45]。
- 2011年6月30日台北地院判決蘇貞昌敗訴，7月29日台中地院亦駁回蘇嘉全的提告。法官認為槍擊案後縱使有同情票、制裁票等情形發生，但這些都是選民的自由判斷，不構成「當選無效」。且國民黨員發言屬言論自由，選罷法規範的是「當選人」自身，民進黨無法證明對方參選人勾結國民黨競選團隊操作槍擊案。
- 2011年8月16日，一審蔡英文敗訴。判決書指出，蔡英文主張國民黨立委吳育昇、郭素春等人，藉機利用去年11月26日晚間，連勝文參加新北市議員候選人陳鴻源的造勢活動時發生的槍擊事件，公開宣傳「以選票制裁暴力」，暗批民進黨出選舉奧步，要求選民投票給非民進黨籍的候選人，影響選民的投票意願與行為，導致台北市、新北市和台中市民進黨籍市長候選人落選。士林地院法官認為，連勝文槍擊案並非是朱立倫因為競選新北市市長時，唆使他人而為，法官認為「一顆子彈」難以認定被告有剝奪投票權人喪失自主權，或是妨害原告競選。根據兩造雙方所提出的證據資料，都與選罷法中的「其他非法之方法」的構成要件不符，不構成當選無效之訴，因此駁回蔡英文的訴訟，判決蔡英文敗訴。[56]

### 2014年台北市長選舉
- 2013年5月11日， 連勝文說感謝台大醫師柯文哲曾在危難時幫過他。[57]
- 2014年11月16日，連方瑀替兒子連勝文站台助選時，公開感謝台大4位醫生，但強調不包括柯文哲醫師，因為開刀的不是柯文哲 。[58][59][60][61][62]